# Ларусс (видавництво)

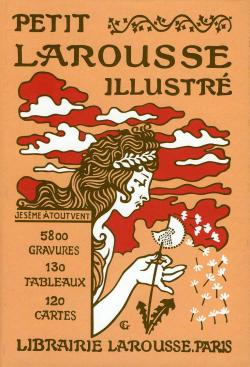
Видання «Петі Ларусс» 1905 року.

«Лару́сс» (фр. Les Éditions Larousse) — французьке видавництво, засноване 1852 року П'єром Ларуссом та Оґюстеном Буає. Видавництво спеціалізується на виданні довідкової літератури (словники, енциклопедії). Найуспішнішим виданням уже багато десятиліть залишається словник-енциклопедія «Петі Ларусс» (фр. Le Petit Larousse).
Окрім того видавництво публікує часописи з мовознавства, наприклад, науково-популярний часопис Vie et langage, а також спеціалізовані фахові журнали Langue française та Langages. У програмі видавництва також праці з мовознавства, що виходять у серії «Мова й мовлення» (фр. Langue et langage).
З 2004 року видавництво Ларусс входить до видавничого концерну «Ашетт».
З 13 травня 2008 року видавництво пропонує в інтернеті вільні словники й енциклопедії, які можуть доповнюватися користувачами за принципом Вікіпедії.
Головним конкурентом видавництва «Ларусс» є видавництво «Робер».